# Mayor of Kingstown
Production
Diffusion
Mayor of Kingstown est une série télévisée américaine créée par Taylor Sheridan et Hugh Dillon, et diffusée depuis le 14 novembre 2021 sur Paramount+. 
Au Québec, elle est disponible sur Illico+.

## Synopsis
La famille McLusky est très puissante et influente à Kingstown dans le Michigan. Toute la ville vit de la criminalité car c'est la prison locale qui mène toute l'économie. Après avoir été le bras-droit de son frère ainé Mitch, Mike McLusky prend la relève à la mort de celui-ci et devient le « maire » de Kingstown, alors qu'il rêvait depuis son enfance de quitter cette ville qu'il déteste. Sa mère, Miriam, est professeure d'université et enseigne bénévolement aux détenues de la prison pour femmes. Elle sait parfaitement les activités criminelles de ses fils, qui entretiennent notamment des liens avec les Crips.
Kyle, le plus jeune des fils McLusky, est inspecteur au sein du département de police de Kingstown. Kyle se bat souvent avec les choix qu'il est obligé de faire pour aider ses deux frères aînés dans leurs affaires, ainsi que les tactiques douteuses que ses collègues officiers emploient sur des suspects. Souhaitant quitter Kingstown, Kyle est sur le point d'être transféré à la Michigan State Police (en).

## Distribution

### Acteurs principaux
- Jeremy Renner (VF : Jérôme Pauwels) : Mike McLusky
- Dianne Wiest (VF : Marie-Madeleine Burguet-Le Doze) : Miriam McLusky (saisons 1 et 2)
- Hugh Dillon (VF : Serge Biavan) : Ian Ferguson
- Tobi Bamtefa (VF : Baptiste Marc) : Deverin « Bunny » Washington
- Taylor Handley (VF : Franck Lorrain) : Kyle McLusky
- Emma Laird (en) (VF : Zina Khakhoulia) : Iris
- Derek Webster (VF : Frédéric Souterelle) : Stevie
- Aidan Gillen (VF : Yann Guillemot) : Milo Sunter
- Kyle Chandler (VF : Emmanuel Curtil) : Mitch McLusky (épisode 1)
- Nishi Munshi (VF : Chloé Berthier) : Tracy McLusky (depuis la saison 2[1], récurrente saison 1)

### Acteurs récurrents
- James Jordan (VF : Olivier Chauvel) : Ed Simmons
- Nichole Galicia (VF : Esthèle Dumand) : Rebecca
- Andrew Howard : (VF : Jérémie Covillault) : Duke
- Jose Pablo Cantillo (VF : Eric Aubrahn) : Carlos Jiménez
- Michael Beach (VF : Thierry Desroses) : le capitaine Kareem Moore
- Necar Zadegan (VF : Marie Bouvier) : Evelyn Foley
- Jason Kelley (VF : Rody Benghezala) : Tim Weaver
- Mandela Van Peebles (VF : Mike Fédée) : Sam
- Rob Kirkland (VF : Eilias Changuel) : le capitaine Walter
- Rob Stewart (VF : Stefan Godin) : le capitaine Richard Heard
- Natasha Marc (VF : Corinne Wellong) : Cherry
- Stacie Greenwell (VF : Laura Zichy) : Abby Steele
- Gratiela Brancusi (VF : Vanessa Van-Geneugden) : Tatiana (saison 2[2])
- Lane Garrison (VF : Jérémie Bédrune) : Carney (saison 2[2])

### Version française
- Adaptation des dialogues : Géraldine Godiet, Jennifer Lew Kwok Chuen, Jules Drouaud et Adèle Williame
- Studio : Lylo Media

 Source et légende : version française (VF) sur RS Doublage

## Production

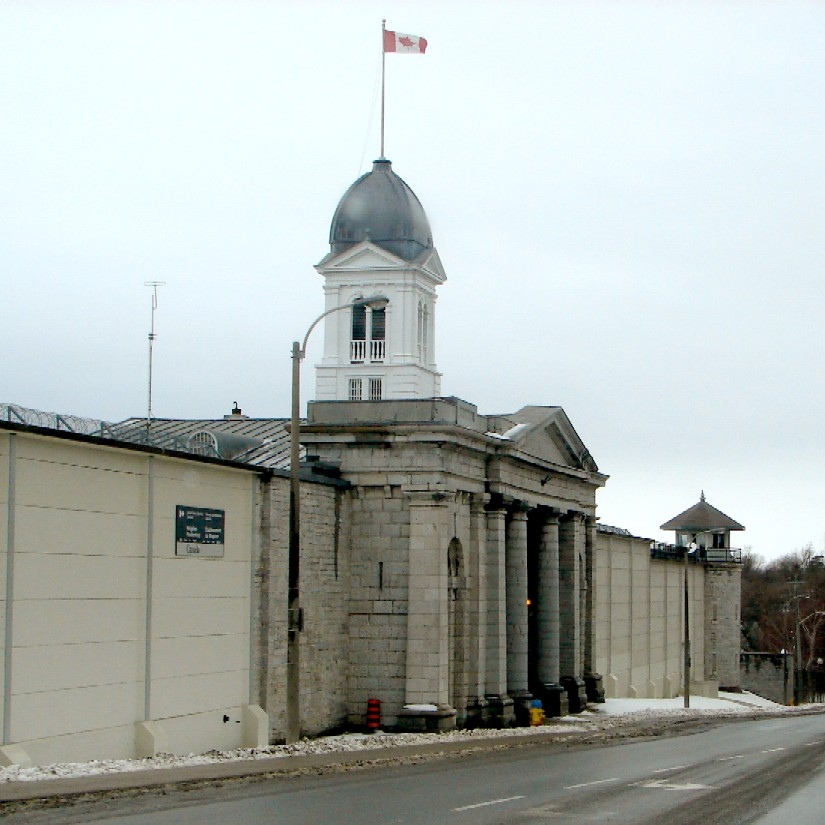
Le pénitencier à Kingston a servi de décor à la série

Le projet est révélé en janvier 2020. Paramount Network commande la série. En février 2021, la série est transférée sur la plateforme Paramount+ alors que Jeremy Renner est annoncé dans le rôle principal. Il est rejoint par Dianne Wiest le mois suivant. En avril 2021, Emma Laird, Derek Webster et Taylor Handley rejoignent la série,.
Cocréateur de la série, Hugh Dillon est également annoncé devant la caméra en mai 2021. Kyle Chandler rejoint ensuite la série, suivi notamment par Aidan Gillen.
En février 2022, Paramount+ annonce une deuxième saison.
Le tournage de la première saison se déroule de mai à octobre 2021 et se déroule les Stratagem Studios de Toronto, ainsi qu'à Hamilton, Burlington et Kingston (et son pénitencier).
En juin 2022, les prises de vues de la deuxième saison ont lieu à Lampe Marina et dans la baie de Presque Isle près d'Érié en Pennsylvanie.
Le 6 septembre 2023, la série est renouvelée pour une troisième saison, prévue pour le 2 juin 2024.

## Diffusion
Les dix épisodes de la première saison sont diffusés dès le 14 novembre 2021 sur Paramount+,.
La deuxième saison sera diffusée sur la plateforme aux États-Unis dès le 15 janvier 2023.
La troisième saison diffusé à partir du 03 Juin 2024. 

## Épisodes

### Première saison (2021-2022)
1. Le maire de Kingstown (The Mayor of Kingstown)
2. Le début de la fin (The End Begins)
3. Chasse à l'homme (Simply Murder)
4. Le prix à payer (The Price)
5. Orion (Orion)
6. Toutes les plumes (Every Feather)
7. Le masque de l'araignée (Along Came a Spider)
8. Le diable en nous (The Devil is Us)
9. Le mensonge de la vérité (The Lie of the Truth)
10. Ce fragment de mon âme (This Piece of My Soul)

### Deuxième saison (2023)
1. J'ai jamais raté un pigeon (Never Missed a Pigeon)
2. Regarder le diable dans les yeux (Staring at the Devil)
3. Fermer les yeux à cinq heures (Five at Five)
4. La piscine (The Pool)
5. L'abattoir (Kill Box)
6. Une odeur de brûlé (Left With the Nose)
7. Drones (Drones)
8. Jésus Père Noël (Santa Jesus)
9. La paix dans la vallée (Peace in the Valley)
10. Fourmilière (Little Green Ant)

### Troisième saison (2024)
1. Une âme de soldat (Soldier's Heart)
2. Tripes (Guts)
3. Les barbares à nos portes (Barbarians at the Gate)
4. Poupée de chiffon (Rag Doll)
5. Iris (Iris)
6. Ecotone (Ecotone)
7. Marya était ici (Marya was Here)
8. Captain of the Shit Out of Luck (Captain of the Sh*t out of Luck)
9. La ferme se rebelle (Home on the Range)
10. Châtiment (Comeuppance)

## Accueil critique
Sur l’agrégateur de critiques Rotten Tomatoes, la saison 1 n'obtient que 32 % d'avis favorables pour 25 critiques et une note moyenne de 5,8⁄10. Le consensus suivant résume les critiques compilées par le site : « Malgré une campagne avec un solide pedigree, Mayor of Kingstown gâche ses chances de réélection en donnant aux électeurs trop de morosité et de courage et pas assez de raisons de s'en soucier ». La saison 2 obtient pourtant 50% pour 8 critiques et la saison 3 obtient 78% pour 7 critiques.
Sur Metacritic, la première saison obtient une note moyenne de 54⁄100 pour 20 critiques.
Sur AlloCiné, la serie obtient une note moyenne de 4/5 pour les critiques spectacteurs, basée sur 467 notes.